# Hoplitis hemisphaerica
Hoplitis hemisphaerica is een vliesvleugelig insect uit de familie Megachilidae. De wetenschappelijke naam van de soort is voor het eerst geldig gepubliceerd in 1935 door Alfken.